# Adair Crawford

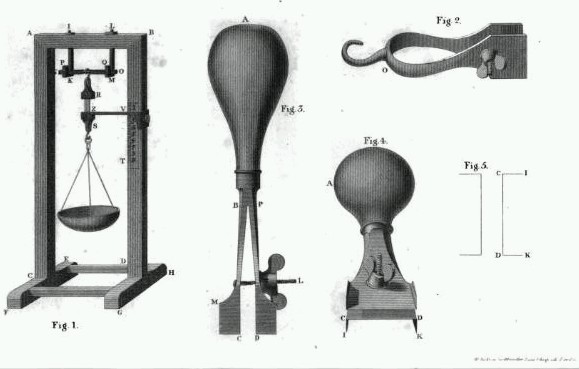
Zeichnung von Laborausrüstung aus Crawfords Labor.

Adair Crawford (* 1748; † 29. Juli 1795 in Lymington) war ein schottisch-irischer Chemiker.
Er war Professor an der Royal Military Academy. Zudem praktizierte er zeitweise im St Thomas’ Hospital.
Crawford war 1790 zusammen mit William Cruickshank an der Entdeckung des Elements Strontium beteiligt. Er war ein Pionier auf dem Gebiet der Kalorimetrie. Hier beeinflusste er Alessandro Volta.
1785 wurde er zum Mitglied der American Philosophical Society gewählt. 1787 wurde er Fellow der Royal Society of Edinburgh.

## Werke
- Experiments and Observations on Animal Heat, and the Inflammation of Combustible Bodies London: Murray, 1779
- An Experimental Enquiry Into the Effects of Tonics (Adair Crawford, John Ring, Alexander Crawford) in der Google-Buchsuche